# Solanum dasyanthum
Solanum dasyanthum là loài thực vật có hoa trong họ Cà. Loài này được Brandegee miêu tả khoa học đầu tiên năm 1915.